# Salar del Soronal
El salar del Soronal, a veces Soronel, es un salar ubicado en la cordillera de la Costa al sureste de la ciudad de Iquique, en la Región de Tarapacá. Se han encontrado geoglifos en la zona.

## Historia
Luis Risopatrón lo describe en su Diccionario Jeográfico de Chile de 1924:: 851 
Soronal (Salar del) 20° 36' 70° 01' Es de mediana estension, abundante en salitre i se encuentra al pié del cerro del mismo nombre, hacia el N de la abandonada línea férrea de Patillos a Lagunas. 77, p. 94; i 156; i salitrera en 68, p. 241; Soronal o Coronel en 77, p. 94; Soronel o Coronel en 87, p. 892; paraje Soronel en 155, p. 767; i pampa salitrera del Soronel en 62, ii, p. 380.